# Labastide-Cézéracq
Labastide-Cézéracq es una comuna francesa de la región de Aquitania en el departamento de Pirineos Atlánticos.

## Geografía
Labastide-Cézéracq pertenece a la antigua provincia del Bearne y se encuentra en la rivera derecha del Gave de Pau, entre Lacq y Lescar. La comuna se compone de dos barrios: Cap Bat al oeste y Cap Sus al este. 

## Acceso
Por Labastide-Cézéracq discurre la carretera nacional 117. 

## Comunas limítrofes
- Labastide-Monréjeau al noreste.
- Artix al noroeste.
- Bésingrand al oeste.
- Denguin al sureste.
- Abos y Tarsacq al sur.

## Toponimia
El topónimo Labastide-Cézéracq fue mencionado por primera vez en el siglo XII con el nombre de Ceserag.

## Demografía
| 553 | 538 | 540 | 652 | 657 | 652 | 670 | 680 | 641 | 627 | 605 | 570 | 536 | 517 | 489 | 503 | 482 | 485 | 475 | 462 | 450 | 390 | 422 | 379 | 363 | 353 | 325 | 403 | 428 | 382 | 373 | 403 | 450 | 524 | 532 |
| Para los censos de 1962 a 1999 la población legal corresponde a la población sin duplicidades (Fuente: INSEE [Consultar]) |     |     |     |     |     |     |     |     |     |     |     |     |     |     |     |     |     |     |     |     |     |     |     |     |     |     |     |     |     |     |     |     |     |     |

## Equipamientos
Labastide-Cézéracq cuenta con una escuela primaria, además de con una sala polideportiva. 
Desde el año 2006, una sala de fiestas bautizada Saligueta se encuentra al lado del terreno de fútbol, cerca del área de juegos al lado del Gave de Pau.